# Michalis Konstantinou
Michalis Konstantinou (en griego: Μιχάλης Κωνσταντίνου) (19 de febrero de 1978) es un exfutbolista chipriota que se desempeñaba como delantero. Es el máximo goleador de la historia de la selección de fútbol de Chipre con 32 goles.

## Clubes
| Club                 | País   | Año       |
| -------------------- | ------ | --------- |
| Paralimni FC         | Chipre | 1993-1997 |
| Iraklis FC           | Grecia | 1997-2001 |
| Panathinaikos FC     | Grecia | 2001-2005 |
| Olympiacos FC        | Grecia | 2005-2008 |
| Iraklis FC           | Grecia | 2008      |
| AC Omonia            | Chipre | 2009-2011 |
| Anorthosis Famagusta | Chipre | 2011-2012 |
| AEL Limassol FC      | Chipre | 2012-2013 |

## Palmarés
Panathinaikos FC
- Super Liga de Grecia: 2003-04
- Copa de Grecia: 2004

Olympiacos FC
- Super Liga de Grecia: 2005-06, 2006-07, 2007-08
- Copa de Grecia: 2006, 2008
- Supercopa de Grecia: 2007

AC Omonia
- Primera División de Chipre: 2009-10
- Copa de Chipre: 2011
- Supercopa de Chipre: 2010